# Дзикаво (кантон)
Дзикаво (фр. Zicavo) — упразднённый кантон во Франции, находился в регионе Корсика, департамент Южная Корсика. Входил в состав округа Аяччо.
Код INSEE кантона — 2A62. Всего в кантон Дзикаво входило 9 коммун, из них главной коммуной являлась Дзикаво. С 2015 года коммуны находятся в кантоне Тараво-Орнано, 

## Коммуны кантона
| Коммуна       | Население, чел. (1999) | Почтовый индекс | Код INSEE |
| ------------- | ---------------------- | --------------- | --------- |
| Гитера-ле-Бен | 97                     | 20153           | 2A133     |
| Дзевако       | 56                     | 20173           | 2A358     |
| Дзикаво       | 237                    | 20132           | 2A359     |
| Кодзано       | 242                    | 20148           | 2A099     |
| Коррано       | 71                     | 20168           | 2A094     |
| Пальнека      | 156                    | 20134           | 2A200     |
| Самполо       | 52                     | 20134           | 2A268     |
| Тассо         | 97                     | 20134           | 2A322     |
| Чаманначче    | 134                    | 20134           | 2A089     |

## Население
Население кантона на 2008 год составляло 1206 человек.
| 1962  | 1968  | 1975  | 1982  | 1990  | 1999  | 2006  | 2007 | 2008  |
| ----- | ----- | ----- | ----- | ----- | ----- | ----- | ---- | ----- |
| 1 937 | 2 088 | 1 732 | 1 412 | 1 106 | 1 142 | 1 192 | —    | 1 206 |